# Glòria Cruz i Torrellas
Glòria Cruz i Torrellas (província de Múrcia, 1959) és una cantant i poeta, autora de lletres d'havaneres. És especialment coneguda per Vestida de nit, versionada per molts conjunts vocals.

## Biografia
Maria Glòria Cruz i Torrellas nasqué a Múrcia de família d'ascendència empordanesa i cresqué a Catalunya. Estudiant a la Universitat de Girona conegué en Càstor Pérez, amb qui s'uní sentimentalment; ambdós eren cantants, i formaren un duo musical el 1988. Amb 19 anys la Glòria, i havent acabat segon de Filosofia i Lletres, la parella tingué una filla, la Glòria Pérez, futura escultora. Cinc anys més tard (1983) nasqué la segona filla, la futura cantant d'anomenada Sílvia Pérez Cruz. Pel 1995 Glòria Cruz fundà a Palafrugell l'acadèmia Alartis d'expressió artística, on donà classes de creativitat, i on tingué d'alumne, i més tard de professora, la Sílvia.
Es presentà a les eleccions municipals de Palafrugell en la llista d'Entesa Junts per Palafrugell, sortí elegida, i entre els anys 2007 i 2011 va ser Regidora de Cultura. Titulada en Història de l'Art, posteriorment exercí de gestora cultural.
Ha estat autora de lletres d'havaneres, de poemes, i també del cartell de la 51 Cantada d'havaneres de Calella de Palafrugell. Ha fet de veu d'acompanyament dels discos de la seva filla 11 de novembre (2012) i Granada (2014), i també de la pel·lícula Cerca de tu casa on també actuava la seva filla Sílvia.

## Lletres d'havaneres
- Amagada en el far, música d'Emili Juanals
- Temps perdut (1986), música de Càstor Pérez[6]
- Vestida de nit (1988), música de Càstor Pérez[7]

### Vestida de nit
Vestida de nit va ser una composició del 1988 amb lletra de Glòria Cruz i música de Càstor Pérez, per a ser interpretada pel duet que formaven ambdós. Posteriorment ha estat interpretada per molts conjunts, tant d'havaneres com formacions corals, i enregistrada en diverses ocasions:

(S'esmenta només la primera edició de cada grup o intèrpret; alguns n'han fet més d'una versió)
- Port-Bo. Temps perdut.  Barcelona: Audiovisuals de Sarrià, 1988.
- Grup d'Havaneres Rom Cremat. Grup d'Havaneres "Rom Cremat".  Barcelona: Audiovisuals de Sarrià, 1992.
- Duet (Alfons Carreras i Càstor Pérez). Cançó de taverna - amb sentiment.  Barcelona: Audiovisuals de Sarrià, 1996.
- Els Cremats. Havaneres.  Girona: Música Global Discográfica, 1998.
- Els Pirates. Vestida de nit.  Sabadell: Picap, 2001.
- Vent Fort. Havaneres al vent i la mar.  Barcelona: Audiovisuals de Sarrià, 2001.
- Veus de Reus. Racó d'encís.  Barcelona: Audiovisuals de Sarrià, 2003.
- L'Empordanet. Indians.  Barcelona: Audiovisuals de Sarrià, 2004.
- Aires del Vallès. Perfum.  Barcelona: AxB, 2007.
- La Taverna. De la mar... tornaré.  Barcelona: ECB Records, 2007.
- Goldschmidt, Ravid. Ravid Hang.  Londres: Quantum Evolution Records, 2008.
- Grup Terra Endins. Bon menú: havaneres i cançons.  Santa Coloma de Farners: ARTP, 2008.
- Xató. Lluna, foc i rom.  Sabadell: Picap, 2008.
- L'Espingari. Montcada i Reixac.  Barcelona: Audiovisuals de Sarrià, 2009.
- Mar Endins. La canya d'en Pep.  Barcelona: ECB Records, 2009.
- Mestre d'Aixa. Un cafè entre el cel i el mar.  Barcelona: Audiovisuals de Sarrià, 2009.
- Cor Indika. Aires escalencs.  L'Esquirol: Afònix, 2011.
- Grup Vallparadís. Vestida de nit.  Sabadell: Careli Records, 2011.
- A Cau d'Orella. El temps que passo amb tu.  Barcelona: Havana Seven, 2013.
- Petita Havana. Tornar a començar.  Barcelona: Havana Seven, 2013.
- Tres de Ronda. Marineres.cat.  Barcelona: Audiovisuals de Sarrià, 2013.
- Boira. Som de l'oest.  Sabadell: Picap, 2014.
- Mar i Vent. Trepitjant fort.  Barcelona: Audiovisuals de Sarrià, 2014.
- Doctor Prats. Havaneres mestisses.  Barcelona: Grup Enderrock, 2016.
- Quartet Mèlt. Maletes.  Salt: RGB Suports, 2016.

### Enregistraments deTemps perdut
- Port-Bo. Temps perdut.  Barcelona: Audiovisuals de Sarrià, 1988. Temps perdut dona títol al disc
- Duet. Flor de lluna.  Barcelona: Audiovisuals de Sarrià, 2002.
- Arjau. Cants de Cuba, sons de Calella.  Barcelona: Audiovisuals de Sarrià, 2006.
- L'Empordanet. Lejos de tí.  Barcelona: Audiovisuals de Sarrià, 2012.

### Enregistrament d'Amagada en el far
- Duet. Vora la mar... a prop teu.  Barcelona: Audiovisuals de Sarrià, 1998.